# نظرية الردع

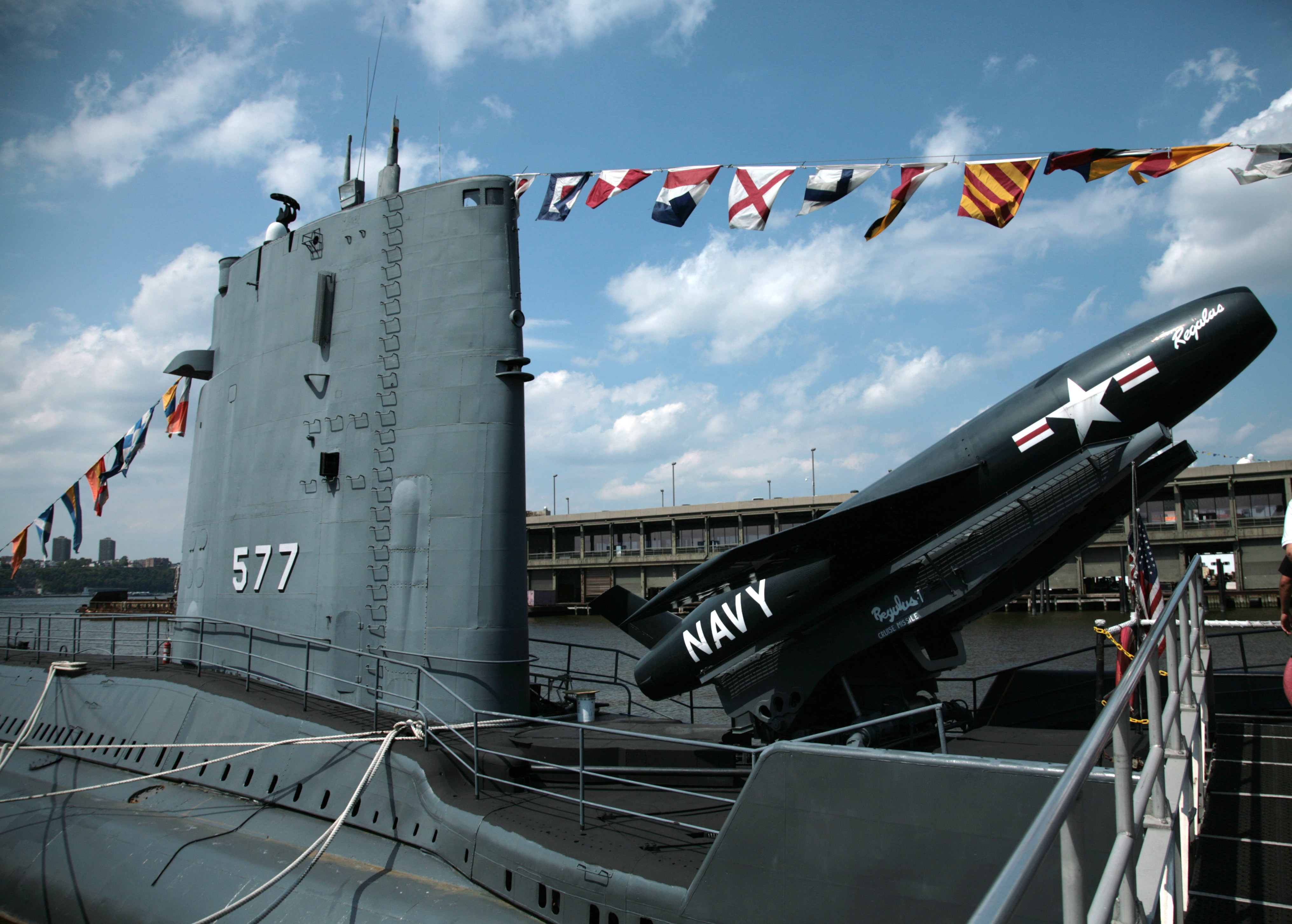

نظرية الردع هي إحدى نظريات إدارة الصراع التي تستند أساساً على الأدوات العسكرية، لذلك كثيراً ما يقرن البعض مصطلح الاستراتيجية بمصطلح الردع، لذا بات مصطلح «إستراتيجية الردع» من المصطلحات شائعة الاستخدام سواء في مجال التخطيط العسكري أو العلاقات الدولية.
وتستند نظرية الردع على افتراض مفاده أن القوة هي أفضل علاج للقوة، فقوة الدولة هي العامل الأساسي لكبح جماح الآخرين، فعندما يتحقق لدولة ما تفوق في القوة فإنها تستطيع فرض إرادتها على الدول الأخرى، ولا يكبح جماحها إلا قوة أخرى مضادة لها أو متفوقة عليها، وهو ما تبنى عليه سياسة الردع أو ردع القوة. وبرغم أن سياسة الردع التي تتبعها الدول قد تشكل عاملاً من عوامل الصراع بقدر كونها وسيلة لتجنب الصراع، إلا أنه في حالة وجود صراع وحدثت مواجهة بين أطرافه - فمن المؤكد أن هذا التهديد سوف يتضاعف إذا ما واجهت القوة ضعفاً، فتقصير الدولة في تعزيز قوتها هو حكم عليها بالهلاك لأنها تشجع غيرها بالعدوان عليها.
تقوم نظرية الردع على فكرة أن القوة الأضعف -بحكم القوة التدميرية لأسلحة القوة- يمكنها ردع خصم أقوى شريطة أن تكون هذه القوة محمية ضد التدمير بهجوم مفاجئ. اكتسبت هذه النظرية أهمية متزايدة باعتبارها صفة إستراتيجية عسكرية، وارتبطت باستخدام الأسلحة النووية خلال الحرب الباردة برغم اختلافها عن مفهوم التدمير المؤكد المتبادل الذي يصور الطبيعة الوقائية للهجوم النووي الشامل الذي من شأنه أن يدمر كلا الطرفين في الحرب النووية. يُعد الردع إستراتيجية تهدف إلى ثني الخصم عن اتخاذ إجراء لم يقُم به بعد عن طريق التهديد بالانتقام، أو لمنعه من فعل شيء ترغب فيه دولة أخرى. تعتمد الاستراتيجية على المفهوم النفسي الذي يحمل نفس الاسم. كتب برنارد برودي في عام 1959 عن وجود رادع نووي موثوق يكون متأهبًا دائمًا، لكنه لم يُستخدم قط.
قُدمت فكرة في كتاب توماس شيلينج الكلاسيكي (1966) حول الردع، ونصت على أن الإستراتيجية العسكرية لم تعُد تُعرّف مثل علم النصر العسكري. بدلًا من ذلك، يُقال إن الاستراتيجية العسكرية أصبحت الآن تعمل على قدم المساواة -إن لم يكن أكثر- ضمن فن الإكراه والترهيب والردع. يقول شيلينج إن القدرة على إلحاق الضرر بدولة أخرى تستخدم الآن عاملًا مهددًا للدول الأخرى من أجل تفاديها والتأثير على تصرفات دولة أخرى. كي تردع دولة أخرى، يجب توقع العنف وتجنبه عن طريق التوفيق. لذا يمكن تلخيص أن استخدام القوة من أجل الإيذاء بصفته قوة مساومة هو أساس نظرية الردع، وهو الأكثر نجاحًا عندما يُحتفظ بها احتياطيًا.
صرح فرانك س. زاجاري في عام 2004 بأن نظرية الردع غير متسقة منطقيًا، وغير دقيقة تجريبيًا، وأنها ناقصة نظريًا. بدلًا من الردع الكلاسيكي، طالب علماء الاختيار العقلاني بالردع الكامل، الذي يفترض أن الدول قد تختلف في خصائصها الداخلية وخاصة في مصداقية تهديداتها بالانتقام.
في مقال نشرته صحيفة وول ستريت جورنال في يناير 2007، عكس صناع سياسة الحرب الباردة المخضرمون مثل هنري كيسنجر وبيل بيري وجورج شولتز وسام نون موقفهم السابق من النظرية وأكدوا أنها بعيدة عن جعل العالم مكانًا أكثر أمانًا، أصبحت الأسلحة النووية مصدرًا شديدًا للخطر. لم يكن منطقهم واستنتاجهم مبنيان على العالم القديم مع عدد قليل من اللاعبين النوويين، ولكن على عدم الاستقرار في العديد من الدول التي تمتلك التقنيات وعدم وجود ما يكفي من أجل صيانة الأسلحة الموجودة وتحديثها في العديد من الدول:
قالوا إن خطر الحوادث أو سوء التقدير أو الإطلاقات غير المصرح بها يزداد حدة في عالم التنافس بين الدول النووية الجديدة نسبيًا والتي تفتقر إلى الضمانات الأمنية التي طورتها أمريكا والاتحاد السوفيتي على مدار سنوات عدة. زاد ظهورُ دول منبوذة -مثل كوريا الشمالية (ربما ستنضم إليها إيران قريبًا)- مسلحةً بالأسلحة النووية من المخاوف مثلما كان طموح الإرهابيين المعلن لسرقة جهاز نووي أو شرائه أو بنائه. ذا إيكونوميست، 16 يونيو 2011.
وفقًا لـ«ذا إيكونومست»، دعا «كبار رجال الدول الأوروبية» في عام 2010 إلى اتخاذ المزيد من الإجراءات من أجل معالجة مشاكل انتشار الأسلحة النووية. قالوا: «الردع النووي هو استجابة إستراتيجية أقل إقناعًا لعالم من السباقات الإقليمية المحتملة للأسلحة النووية والإرهاب النووي أكثر مما كان عليه الحال في الحرب الباردة».

## المفهوم
كان استخدام التهديدات العسكرية وسيلة -من أجل ردع الأزمات والحروب الدولية- موضوعًا رئيسيًا للأبحاث الأمنية الدولية منذ 200 عامًا على الأقل. ركزت الأبحاث في الغالب على نظرية الردع العقلاني لتحليل الظروف التي يُحتمل أن ينجح أو يفشل فيها الردع التقليدي. لكن النظريات البديلة تحدت نظرية الردع العقلاني وركزت على النظرية التنظيمية وعلم النفس المعرفي.
يمكن تعريف مفهوم الردع بأنه استخدام تهديدات أحد الأطراف من أجل إقناع طرف آخر بالامتناع عن الشروع في بعض الإجراءات، يعتبر التهديد بمثابة رادع إلى الحد الذي يقنع به هدفه بعدم تنفيذ الإجراء المقصود بسبب التكاليف والخسائر التي سيتكبدها هذا الهدف. في مجال الأمن الدولي، تشير سياسة الردع عمومًا إلى تهديدات الانتقام العسكري التي يوجهها قادة إحدى الدول إلى قادة دولة أخرى في محاولة لمنع الدولة الأخرى من اللجوء إلى التهديد باستخدام القوة العسكرية في مواجهة دولتها لأهداف سياسية.
مثلما أوضح هوث، يمكن أن تتوافق سياسة الردع مع فئتين عريضتين هما: (1) منع الهجوم المسلح على أراضي الدولة (المعروفة باسم الردع المباشر)، أو (2) منع الهجوم المسلح ضد دولة أخرى (المعروف باسم الردع الموسع). غالبًا ما تحدث حالات الردع المباشر عندما يكون هناك نزاع إقليمي بين الدول المجاورة، إذ لا تتدخل القوى الكبرى مثل الولايات المتحدة بشكل مباشر. من ناحية أخرى، غالبًا ما تحدث حالات الردع الموسع عندما تتورط قوة عظمى. هذا هو الأخير الذي أثار معظم الاهتمام في الأدب الأكاديمي. بناءً على هاتين الفئتين الواسعتين، يمضي هوث إلى توضيح أن سياسات الردع قد تُنفذ ردًا على تهديد ملح قصير الأجل (يُعرف باسم الردع الفوري) أو إستراتيجية من أجل منع نشوب نزاع عسكري أو تهديد قصير الأجل (المعروف باسم الردع العام).
يجب النظر في سياسة الردع الناجحة لا من الناحية العسكرية فحسب، بل من الناحية السياسية أيضًا، على وجه التحديد العلاقات الدولية (آي آر) والسياسة الخارجية والدبلوماسية. يشير نجاح الردع من الناحية العسكرية إلى منع قادة الدول من إصدار تهديدات أو إجراءات عسكرية تصعد التعاون الدبلوماسي والعسكري في أوقات السلم إلى أزمة أو مواجهة عسكرية تهدد بالصراع المسلح وربما الحرب. غير أن منع أزمات الحروب ليس هو الهدف الوحيد للردع. بالإضافة إلى ذلك، يجب أن تكون الدول المدافعة قادرة على مقاومة المطالب السياسية والعسكرية للدولة المهاجمة المحتملة. إذا اجتُنب النزاع المسلح بسعر تنازلات دبلوماسية إلى الحد الأقصى لمطالب الدولة المهاجمة المحتملة تحت تهديد الحرب، فلا يمكن القول بأن الردع قد نجح.
علاوة على ذلك، يجادل البعض مثل جينتلسون بأن مجموعتين رئيستين من عوامل الردع الناجح هما المهمان: (1) إستراتيجية الدولة المدافعة التي توازن أولًا بين الإكراه ذي المصداقية والدبلوماسية الماهرة بما يتسق مع المعايير الثلاثة المتمثلة في التناسب والمعاملة بالمثل والمصداقية القسرية، وتقلل ثانيةً القيود الدولية والمحلية، و (2) مدى ضعف الدولة المهاجمة مثلما تتشكل من ظروفها السياسية والاقتصادية الداخلية. بعبارات عامة، يرجَّح أن تنجح أي دولة ترغب في تنفيذ إستراتيجية الردع إذا كانت تكاليف عدم الامتثال التي يمكن أن تفرض عليها وفوائد الامتثال التي يمكن أن تقدمها لها دولة أخرى أكبر من فوائد عدم الامتثال وتكاليف الامتثال.
ترى نظرية الردع أن الأسلحة النووية تهدف إلى ردع الدول الأخرى عن مهاجمة أسلحتها النووية، من خلال الوعد بالانتقام وربما التدمير المتبادل (إم إيه دي). يمكن أيضًا تطبيق الردع النووي على هجوم القوات التقليدية. على سبيل المثال، التهديد باستخدام مبدأ الانتقام الشامل بإطلاق أسلحة نووية أمريكية ردًا على الهجمات السوفيتية.
يتطلب الردع النووي الناجح أن يحافظ أي بلد على قدرته على الرد، إما عن طريق الرد قبل تدمير أسلحته أو عن طريق ضمان قدرته على القيام بالضربة الثانية. يتكون الردع النووي في بعض الأحيان من ثالوث نووي، مثلما في حالة الأسلحة النووية التي تملكها الولايات المتحدة وروسيا وجمهورية الصين الشعبية والهند. الدول الأخرى، مثل المملكة المتحدة وفرنسا، لديها أسلحة نووية بحرية وجوية فقط.